# Максимилиан фон Валдбург-Цайл-Траухбург
Максимилиан Вунибалд Фердинанд Якоб Бернхард фон Валдбург-Цайл-Траухбург (на немски: Maximilian Wunibald Ferdinand Jacob Bernhard von Waldburg zu Zeil und Trauchburg; * 20 август 1750, Мюнхен; † 16 май 1818, Цайл) е имперски наследствен „трушсес“, фрайхер на Валдбург, граф на Цайл (1790), 1. имперски княз на Валдбург-Цайл-Траухбург (във Виена на 21 март 1803 г.), член на „Племенното събрание“ на Кралство Вюртемберг.

## Биография
Той е най-големият син на имперския граф Франц Антон фон Валдбург-Цайл-Траухбург (1714 – 1790), имперски наследствен „трушсес“ и фрайхер на Валдбург-Цайл-Траухбург, граф на Цайл (1750 – 1790) и господар на Траухбург, имперски дворцов съветник и императорски кемерер, таен съветник на Курфюрство Бавария, пфлегер на Тюркхайм, Швабия, и съпругата му графиня Мария Анна София Терезия фон Валдбург-Траухбург (1728 – 1782), дъщеря на фрайхер и граф Фридрих Антон Марквард фон Валдбург-Траухбург-Кислег (1700 – 1744) и графиня Мария Каролина фон Куенбург (1705 – 1782).
През 1803 г. Максимилиан и родът са издигнати на имперски князе. Фамилията плаща за това издигане 90 000 гулден.
Той е привърженик на Хабсбургите. От 1815 до 1817 г. Максимилиан е член на „Племенното събрание“ на Кралство Вюртемберг и е от 5 март до 4 юни 1817 г. президент.
Граф Максимилиан Вилибалд/Вунибалд фон Валдбург-Волфег воюва през Тридесетгодишната война с войската си успешно за католическите императорски войски и защитава успешно градовете Линдау и Констанц срещу нахлуващата шведска протестатска войска, което му струва двореца във Волфег. Императорът му обещава за това награда от 70 000 гулдена, но са му платени само 9200. От 1777 г. той е почетен член на Баварската академия на науките.

## Фамилия
Първи брак: на 7 ноември 1774 г. в Цайл с фрайин Йохана Мария Йозефа Клеофа фон Хорнщайн-Вайтердинген (* 30 ноември 1752, Вайтердинген; † 30 октомври 1797, Цайл). Те имат 10 деца, от които оцеляват само три деца:
- Франц Тадейус (* 1778; † 1845), имперски наследствен трушес, 3. княз на Валдбург-Цайл-Траухбург
- Мария Терезия (* 1780; † 1832), омъжена 1800 г. за фрайхер Йохан Франц фон и цу Бодман († 1833)
- Мария Йозефа Кресценция (* 1786; † 1850), омъжена 1811 г. за фрайхер Николаус Леополд фон Енцберг († 1855)

Втори брак: на 18 февруари 1798 г. във Волфег с Мария Анна Бернхардина Кресценция Валпургис Алойзия Фелицитас Евсебия фон Валдбург-Волфег (* 11 януари 1772, Волфег; † 6 юли 1835, Кемптен). Те имат 4 деца, от които оцеляват само 2 деца:
- Ото Зигисмунд Алойз (* 1798; † 1821)
- Максимилиан Клеменс (* 1799; † 1868), граф на Валдбург-Цайл-Хоенемс